# La Sábana, Tabasco
La Sábana är en ort i Mexiko.   Den ligger i kommunen Centla och delstaten Tabasco, i den sydöstra delen av landet, 700 km öster om huvudstaden Mexico City. La Sábana ligger 6 meter över havet och antalet invånare är 1 193.
Terrängen runt La Sábana är mycket platt. Havet är nära La Sábana åt nordväst. Runt La Sábana är det ganska glesbefolkat, med 32 invånare per kvadratkilometer. Närmaste större samhälle är Ignacio Allende, 8,0 km sydost om La Sábana. Omgivningarna runt La Sábana är en mosaik av jordbruksmark och naturlig växtlighet.